# Бондар Микола Васильович
Мико́ла Васи́льович Бо́ндар (нар. 21 листопада 1939, смт Вапнярка, нині Томашпільського району Вінницької обл.) — український філософ, викладач та дисидент.

## Біографія
Народився 21 листопада 1939 року в смт Вапнярка, нині Томашпільського району Вінницької області.
У 1968 році закінчив Київський національний університет імені Тараса Шевченка. Працював викладачем кафедри філософії Ужгородського університету. В 1969 році був звільнений за критику влади СРСР під час окупації Чехословаччини. Влітку 1969 після тривалого безробіття влаштувався робітником у котельню в Черкасах.
Заарештований 7 листопада 1970 року за участь у демонстрації у Києві проти радянської окупації Чехословаччини, на яку вийшов з плакатом «Позор преступному руководству КПСС!».
12 травня 1971 року засуджений Київським обласним судом до 7 років ув'язнення в таборах суворого режиму. Покарання відбував у мордовських, від 1972 — пермських концтаборах; від 1975 — у Владимирській в'язниці (РФ).
Наприкінці 1971 та 1972 двічі влаштовував голодування на знак протесту проти засуджування. Влітку 1975 року надіслав заяву до Голови Президії ВР СРСР з вимогою надати йому статус політв'язня.
24 лютого 1976 року заявив про відмову від громадянства СРСР.
5 листопада 1977 року був звільнений з тюрми в м. Тульчин Вінницької області.
Від 1978 живе у Черкасах. З весни 1978 працював чорноробом на заводі.
У 1991 році реабілітований.